# 5000 Volts
I 5000 Volts sono un gruppo musicale britannico di disco music formatosi a Londra.

## Storia del gruppo
Era formato da due "session vocalist", Tina Charles (ex Wild Honey) e Martin Jay, che avevano già lavorato assieme nei Northern Lights. Il loro primo singolo aveva Bye Love come lato A, ma il successo arrivò invece per il retro, cioè I'm On Fire, che divenne la numero uno in Germania e in Svezia, raggiunse la quarta posizione nelle classifiche inglesi , la numero 10 in Sud Africa e la numero 26 negli Stati Uniti. Sebbene fosse Tina Charles a cantare, lei non figurava ufficialmente, tanto che nell'apparizione televisiva del 1975 a Top of the Pops della BBC apparve al suo posto la cantante-attrice Luan Peters.
Nel 1975 il gruppo venne ampliato dal loro produttore Tony Eyers con l'inserimento degli strumentisti Martin Cohen, Kevin Wells e Mike Nelson.
Il singolo successivo continuò il successo in Germania e Sud Africa, ma non in Gran Bretagna. Alla vigilia del tour tedesco Tina abbandonò il gruppo per una disputa con la casa discografica, continuando con una carriera solistica e fu sostituita da Linda Kelly. Il singolo successivo Doctor Kiss-Kiss arrivò all'ottavo posto nelle classifiche inglesi e al numero 6 in Sud Africa, ma il periodo d'oro sembrava passato e i successivi ebbero sempre meno successo, anche a causa della mancanza di Tina. Nel 1977 il gruppo si sciolse.
Martin Jay tentò una carriera solistica ma senza successo e alla fine tornò a fare lo "session man" per altri gruppi, come gli Enigma, i Tight Fit e gli inglesi Mixmasters.

## Formazione

### Formazione base iniziale
- Tina Charles (voce, 1975)
- Martin Jay (voce)

### Altri membri
- Kevin Wells (batteria)
- Martin Cohan (basso e voce)
- Mike Nelson (tastiere)
- Linda Kelly (voce, 1976-77)

## Discografia

### Album in studio
- 1976 - 5000 Volts (Philips)

### Singoli
- 1975 - Bye Love / I'm On Fire
- 1975 - I'm on Fire / Still on Fire
- 1975 - Motion Man / Look Out, I'm Coming
- 1976 - Doctor Kiss-Kiss / Thunderfire
- 1976 - Light the Flame of Love
- 1976 - Walkin' on a Love Cloud